# Jiang Qing
(Jiang Qing nella difesa al suo processo.)
Jiang Qing (江青S, Jiāng QīngP, Chiang Ch'ingW; Zhucheng, 14 marzo 1914 – Pechino, 14 maggio 1991) è stata una politica cinese, pseudonimo di Lǐ Shūméng (李淑蒙), è stata l'ultima moglie di Mao Zedong e dirigente del Partito Comunista Cinese negli anni della Rivoluzione culturale. Specialmente dalla stampa occidentale, fu spesso chiamata Madame Mao.

## Biografia
Jiang Qing (secondo altre fonti il suo nome di nascita era Lǐ Shūméng, che significa "puro e semplice") nacque il 14 marzo 1914 a Zhucheng, nella provincia dello Shandong; suo padre, Li Dewen, falegname e violento, avrebbe preferito un maschio, pertanto non la considerò mai come sua figlia primogenita, ma piuttosto come un'"anticipazione" di un figlio maschio. Ed infatti la chiamava Li Jinhai, che significa "il bambino che viene". Sua madre era una domestica, inizialmente la concubina di Li Dewen che la sposò dopo essersi separato dalla prima moglie in quanto incapace di concepire.
Da bambina, Jiang è stata profondamente traumatizzata dalla violenza domestica inflitta da suo padre, che abusava verbalmente e fisicamente di sua madre quasi ogni giorno. Durante il Festival delle Lanterne, dopo che suo padre ruppe il dito di sua madre durante un litigio, sua madre fuggì con Jiang nella notte. Sua madre trovò lavoro come domestica che spesso rasentava i confini con la prostituzione, e suo marito si separò da lei.
Jiang alla fine si trasferì con sua madre a casa dei nonni a Jinan. Tuttavia, tornarono presto a Zhucheng, poiché sua madre continuava a cercare sostegno finanziario dalla famiglia di suo marito, cosa che si rivelò estremamente difficile. Durante questo periodo, Jiang ha frequentato due scuole elementari con interruzioni: spesso venne derisa dai suoi compagni per aver indossato abiti obsoleti e maschili dai suoi fratelli. Divenne silenziosa e non fu facile aprirsi.
Sua madre, ammalata, alla fine abbandonò la speranza di ottenere un ulteriore sostegno finanziario dal marito. Dopo aver venduto alcuni dei suoi averi, acquistò un biglietto del treno e, insieme a Jiang, salì su un treno da Jiaoxian a Jinan. Lì, Jiang è stata accolta dai nonni e ha ripreso l'istruzione primaria. Nel 1926-1927, sua madre la portò più a nord, a Tianjin, per stare con la sorellastra. Durante questo periodo, Jiang lavorò come governante in casa. Propose di accettare un lavoro come rollatrice di sigarette, ma la famiglia non lo approvò. Più tardi tornarono a Jinan, dove sua madre morì nel 1928.

### I nomi
Se il padre la chiamava Li Jinhai, lei si fece chiamare anche Li Jin e durante la scuola elementare adottò il nome  Li Yunhe. Disse alla sua biografa Roxane Witke che le piaceva il nome perché "Yunhe", che significa "gru nella nuvola", suonava bellissimo. Nel luglio 1933, durante la sua prima visita a Shanghai, assunse il nome di Li He e lavorò come insegnante per i lavoratori locali. Durante la sua seconda visita a Shanghai nel giugno 1934, usò lo pseudonimo di Zhang Shuzhen. Nel 1935, quando entrò nell'industria dello spettacolo, assunse il nome d'arte di Lan Ping, che significa "mela blu". Divenne nota come Jiang Qing (Jiang vuol dire "fiume" e Qing "azzurro" o "meglio del blu") al suo arrivo nella roccaforte comunista di  Yan'an. Quando fu arrestata dal governo nazionalista nell'ottobre 1934, si identificò come Li Yungu.

### Attrice

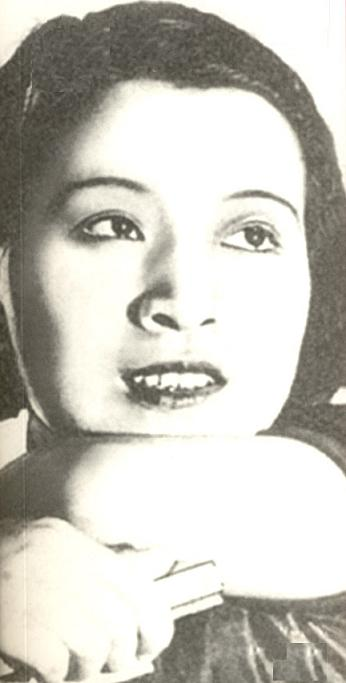
Jiang Qing fotografata quando faceva l'attrice con il nome di Lan Ping

A poco più di vent'anni, dopo essersi sposata con un ricco uomo d'affari, Jiang lo abbandonò quasi subito e fuggì a Shanghai, dove intraprese la carriera di attrice. Lì si iscrisse all'università per studiare teatro e letteratura. In quel periodo assunse lo pseudonimo teatrale Lán Píng (蓝苹, letteralmente "mela blu"). Interpretò spettacoli come La casa di bambola, Dio della libertà, Sangue sulla montagna del lupo, Il vecchio signor Wang e altri. Al contempo si avvicinò agli ideali del marxismo-leninismo e cominciò a considerare la possibilità di unirsi al Partito Comunista Cinese.
A soli 23 anni, Jiang lasciò il palcoscenico e si recò a Yan'an, dove entrò alla scuola di Partito. A Yan'an conobbe Mao Zedong, su indicazione del suo amico Kang Sheng, e i due si innamorarono. Mao era ancora sposato con He Zizhen e i due non poterono sposarsi prima del 1939, né apparire in pubblico insieme.

### L'ascesa

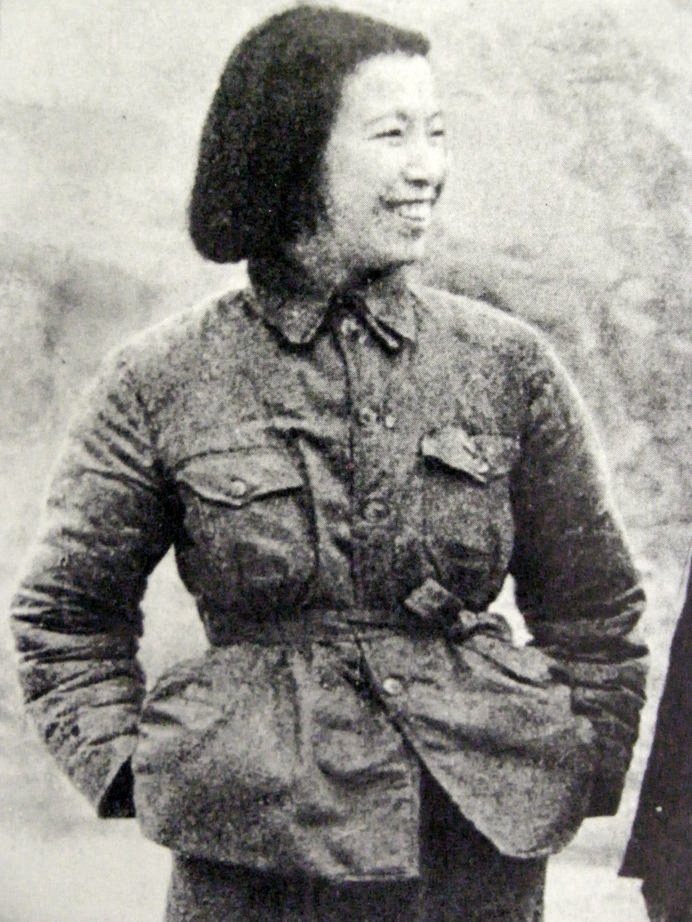
Jiang Qing

Jiang seguì il marito per tutto il corso della rivoluzione cinese e, dopo la fondazione della Repubblica Popolare, lavorò al Ministero della Cultura. Si fece notare quando criticò aspramente i dirigenti come Liu Shaoqi, che volevano introdurre misure economiche tese a indebolire le fattorie e le industrie collettive. Nello stesso tempo si occupò di introdurre e implementare la cultura rivoluzionaria, in contrapposizione alla vecchia cultura borghese. Questa sua attività le sarebbe stata utile durante la Rivoluzione culturale.
Nel 1966 Jiang venne cooptata nel Gruppo per la rivoluzione culturale come vicedirettrice; nel 1969 venne eletta membro del Politburo del PCC dopo il IX Congresso del Partito. Fu da qui che ella formò la futura "Banda dei Quattro" con Zhang Chunqiao, Yao Wenyuan e Wang Hongwen. Venne rieletta dal X Congresso, questa volta con un'influenza ancora maggiore, grazie al ruolo chiave giocato durante le deposizioni di Liu Shaoqi e Lin Biao.
Jiang diede un'implementazione decisiva alle Otto commedie modello, sostenendo la trasformazione della cultura (e, specificamente, del teatro) in cultura proletaria e rivoluzionaria. Le suddette otto commedie sarebbero diventate un punto cardine della rivoluzione culturale e viste come un simbolo della nuova cultura socialista. Dopo la morte di Lin Biao, nel 1971 Jiang Qing lanciò la campagna "Critichiamo Lin Biao critichiamo Confucio", conducendola in prima persona fino alla fine, nel 1974. In seguito si oppose alla riabilitazione di Deng Xiaoping, continuando a criticarlo anche quando il Comitato centrale ne accettò l'autocritica e giocando poi un ruolo fondamentale nella gestione della successiva campagna contro la destra, diretta proprio contro Deng.

### La morte di Mao

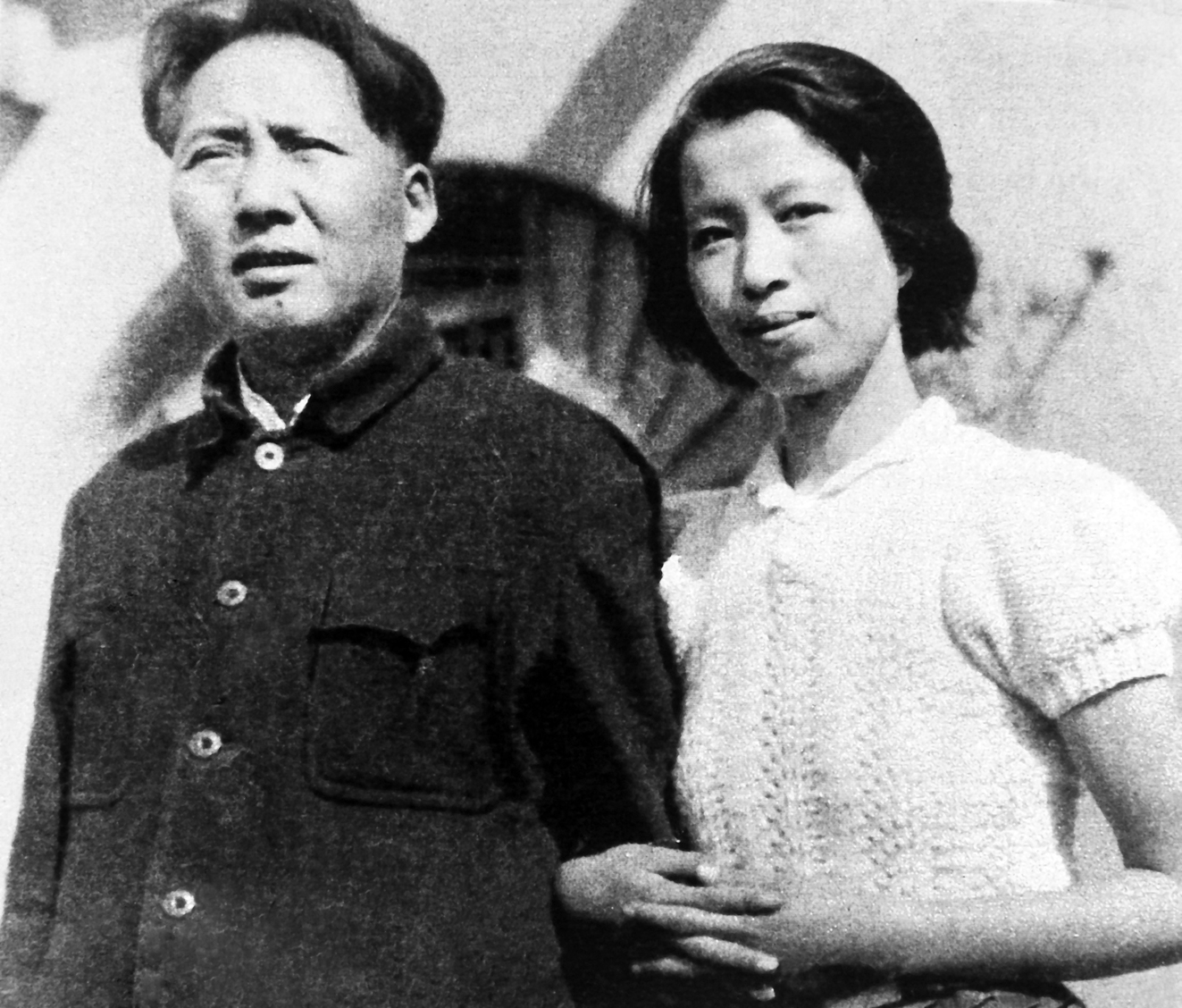
Jiang Qing e Mao a Yan'an durante la guerra civile

Il 2 settembre 1976 Mao si sentì male e venne trasferito all'ospedale 202 di Pechino. Il 5 settembre le sue condizioni erano critiche e il primo ministro Hua Guofeng richiamò Jiang Qing a Pechino per assistere il marito. Jiang assistette lungamente Mao, apparentemente arrivando quasi a impazzire di dolore. La mattina dell'8 settembre, notando che egli dormiva sempre sul fianco sinistro, chiese ai medici di spostarlo sulla schiena; essi obiettarono che egli poteva respirare solo stando sul fianco sinistro, ma Jiang volle spostarlo ugualmente. La respirazione di Mao si arrestò ed i medici dovettero ricorrere ad un respiratore. Il giorno successivo il presidente del Partito Comunista Cinese era già morto e il governo decise di rimuovere il sistema di supporto vitale.

### La caduta e la morte
Il 6 ottobre dello stesso anno, Jiang Qing e altri suoi collaboratori, fra cui la "Banda dei Quattro", vennero arrestati con l'accusa di avere organizzato delle milizie armate a Pechino e Shanghai per rovesciare il governo cinese. Jiang fu trasferita nel carcere di Qincheng, dove rimase per cinque anni. La sua fazione venne sconfitta durante l'XI Congresso del Partito, nel 1977.
Fra il 1981 e il 1982 a Pechino si tenne il processo contro la "Banda dei Quattro". La "corte speciale" stabilita dal governo cinese la accusò di essere responsabile delle efferatezze compiute durante la rivoluzione culturale, ma Jiang – che aveva rifiutato l'assistenza legale, preferendo difendersi da sola – obiettò sostenendo la legittimità del fenomeno e denunciando che i revisionisti erano tornati al potere con Deng Xiaoping e ora volevano cancellare la tradizione maoista. Ella venne denunciata dalla stampa come dirigente della cricca controrivoluzionaria Jiang Qing - Lin Biao. Nel 1981 Jiang fu condannata a morte, ma la sentenza fu commutata nel 1983 all'ergastolo.
Anche dal carcere, criticò il nuovo sistema cinese fondato sul "socialismo di mercato", dichiarando: «Questa non è la via del presidente Mao». Durante la prigionia, i medici le diagnosticarono un cancro alla gola; non è chiaro se il governo si rifiutò di aiutarla, o se lei stessa declinò le cure, comunque nel 1991 venne trasferita in ospedale; il 14 maggio il governo annunciò che si era suicidata impiccandosi nel bagno dell'ospedale. Alcuni movimenti maoisti del mondo la onorarono come ultimo dirigente rivoluzionario cinese dopo la morte di Mao Zedong.